# Mpassa
Pour l’article homonyme, voir Mpassa pour le département.
La rivière Mpassa (ou Passa) est un affluent de l'Ogooué dont le cours se situe au Gabon. Née dans les hauts plateaux Batéké, elle traverse la province du Haut-Ogooué et son chef-lieu, Franceville.

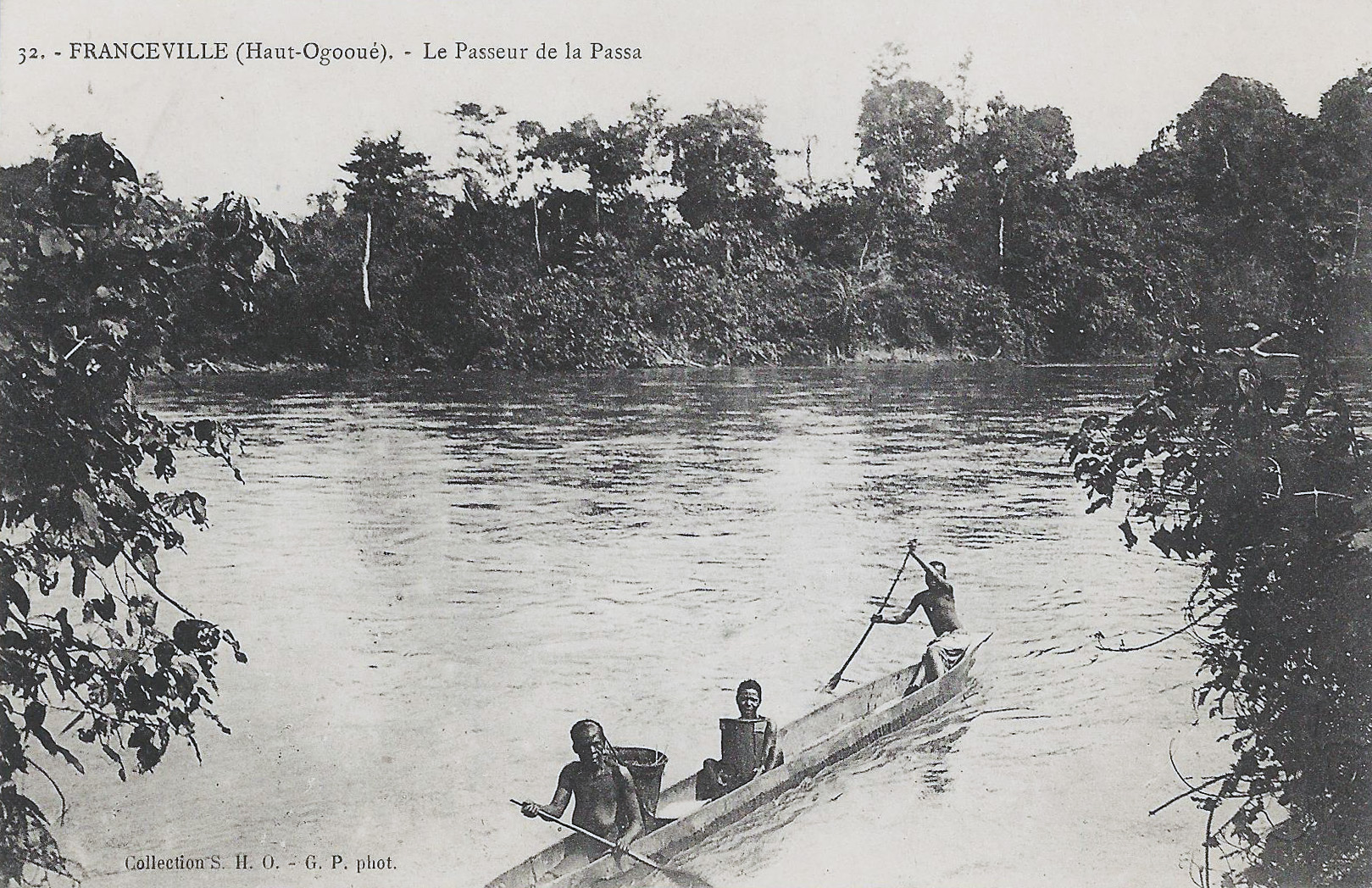
Le passeur de la Passa à Franceville, vers 1900.

Un pont de liane en pays Batéké sur la Mpassa, de « quatre-vingt-douze pas entre les deux point d'appui », avait suscité l'admiration de Brazza. Deux pont de même nature subsistent aux environs d'Okondja, au village d'Ambinda. Un pont de grande taille, construit en 1915, est encore en usage, le pont de lianes de Poubara sur l'Ogooué, au sud de Franceville.